# Pelophylax cerigensis
Карпатоська жаба — Pelophylax cerigensis.

## Зовнішній вигляд
Було описано одного самця, чотирьох самиць і чотири молодих особини виду. Самець має довжину тіла 41 мм. Перетинки на ногах простягаються до кінчиків пальців. Тіло середнього розміру, завдовжки 54.5 мм. Великогомілкова кістка є довга, кістковий внутрішній мозоль короткий, середньої висоти, перший палець середнього розміру. Самці мають парні зовнішні бічні голосові мішки. Спина є світло-коричнева чи оливкова, і може мати коричневі плями. Хребтової смуги нема, задній прохід кремовий з сірими цятками. Голосові мішки сірого кольору.

## Поширення
Жабу можна знайти на Карпатосі, Греція (і можливо також на Родосі), на висотах близько 300 м.

## Місця існування
Бажане місце існування — стоячі або повільно текучі води, де відбуваються парування і розвиток личинок.

## Охоронний статус
МСОП: Critically Endangered (в критичній небезпеці) (CR)